# 史蒂瓦早熟禾
史蒂瓦早熟禾（学名：Poa stewartiana）为禾本科早熟禾属下的一个种。现名称已修订，正名为喜马拉雅早熟禾（Poa himalayana）。